# Vorteberberis
Vorteberberis (Berberis verruculosa), også skrevet Vorte-Berberis, er en lille, stedsegrøn busk med en tæt, halvkugleformet vækst. Den bruges ofte i haver og parker som uklippet hæk eller i blandede beplantninger med mindre buske.

## Beskrivelse
Unge skud er ofte overhængende eller ligefremt nedadbøjede. Barken er gulligt grøn og sandpapir-agtigt ru af små, mørkebrune vorter. Gamle grene får gråbrun, furet bark. Knopperne sidder spredt, og de er små og grønlige. Bladene er elliptiske og læderagtige med torne langs den indrullede rand. Oversiden er blankt mørkegrøn, mens undersiden er filtet og gråhvid. Blomsterne sidder enkelt- eller parvis i bladhjørnerne. De er gule og skålformede. Frugterne er mørkeblå bær med hvid dug. Frøene modner godt og spirer villigt.
Rodnettet er tæt og kraftigt med mange finrødder. Veddet er klart gult. 
Højde x bredde og årlig tilvækst: 2 x 2 m (10 x 10 cm/år). 

## Hjemsted
Vorteberberis er vildtvoksende i krat og klippesprækker og i blandede løv- og nåleskove i det vestlige Kina, hvor der er fugtigt-varme somre og kolde, tørre vintre. På bjerget Wa Shan i provinsen Sichuan, findes der i højder over 1.800 m nogle lyse blandingsskove med Abies faberi (en art af ædelgran) som det dominerende træ. Her vokser arten sammen med bl.a. almindelig kvalkved (subsp. calvescens), bjergskovranke, blåbælg, dværgkvalkved, Enkianthus deflexus (en art af pagodebusk), etagekornel, Euonymous sanguineus (en art af benved), havehortensia, himalayabirk, kamæleonbusk, kinesisk lind, kinesisk prydæble, kinesisk styrax, klatrebrombær, klatrehortensia, komarovsyren, koreakornel (subsp. chinensis), lancetbladet berberis (var. lanceifolia), moupinepil, nikkende skovranke, omeirose, pernykristtorn, Primula incisa (en art af kodriver), Pterocarya macroptera var delavayi (en art og underart af vingevalnød), Quercus serrata (en art af eg), Rhododendron argyrophyllum, Rhododendron calophytum, Rhododendron discolor, Rhododendron nitidulum, Rhododendron pingianum (arter af rododendron), rubladet hortensia, sargentrøn, småbladet berberis, sort gedeblad, tyrkisk løn (subsp. sinicum), udspærret dværgmispel og Tsuga yunnanensis (en art af hemlock)

## Giftighed
Hele planten, bortset fra bærrene, er giftig.

## Galleri
|  |  |  |  |